# Зеркальное отражение (Сумеречная зона)
«Зеркальное отражение» (англ. Mirror Image) — двадцать первый эпизод первого сезона американского телесериала-антологии «Сумеречная зона». Был впервые показан в эфире телеканала CBS 26 февраля 1960 года. Режиссёром эпизода выступил Джон Брам, сценарий написан создателем сериала Родом Серлингом.
Данный эпизод, наряду с «Кошмаром на высоте 20 тысяч футов» и «Можно дойти пешком», считается одним из наиболее известных эпизодов сериала. Журнал Rolling Stone поместил его на 13-е место в своем списке 25 лучших эпизодов «Сумеречной зоны». Сайт Vulture.com поставил эпизод «Зеркальное отражение» на 8-е место в списке 50 лучших эпизодов сериала «Сумеречная зона». Эпизод получил рейтинг 8.0 на IMDb, а также послужил вдохновением режиссёру Джордану Пилу для создания фильма «Мы» (2019).
Эпизод «Зеркальное отражение» является первым отражением теории Хью Эверетта о многомировой интерпретации квантовой механики на телеэкране в истории.

## Сюжет

### Вступительное слово
Миллисент Барнс, возраст 25 лет. Молодая девушка, ждущая автобус в дождливый ноябрьский вечер. Не очень впечатлительная натура эта мисс Барнс, не страдающая излишней склонностью к страхам и тревогам и даже к мимолётной игре воображения. Как и большинство молодых девушек-карьеристок её можно охарактеризовать как «девушку с головой на плечах». Всё это сказано потому, что очень скоро голова на плечах мисс Барнс подвергнется испытанию, обстоятельства будут штурмовать её чувство реальности, а цепь кошмаров заставит её сомневаться в своём душевном здоровье. Миллисент Барнс через минуту задаст себе вопрос, не сошла ли она с ума?
Оригинальный текст (англ.)Millicent Barnes, age twenty-five, young woman waiting for a bus on a rainy November night. Not a very imaginative type is Miss Bares, not given to undue anxiety orfears, orfor that matter even the most temporal ﬂights offancy. Like most young career women, she has a generic classification as a, quote, girl with a head on her shoulders, end of quote. All of which is mentioned now because in just a moment the head on Miss Bares's shoulders will be put to a test. Circumstances will assault her sense of reality and a chain of nightmares will put her sanity on a block . Millicent Bares, who in one minute will wonder if she's going mad.
— 

### Основная история
Молодая карьеристка Миллисент Барнс находится на автобусной станции где-то в штате Нью-Йорк. Она ждёт опаздывающий автобус на котором собирается поехать в Кортленд и устроиться там на новую работу. После того как автобус задерживается уже на полчаса, она решает подойти к дежурному на станции и узнать причину задержки. Но дежурный ведёт себя так, будто Миллисент подходила к нему уже неоднократно, допытывая вопросами об автобусе, хотя девушка уверена, что говорит с ним впервые. На этом странности не заканчиваются: чемодан Миллисент то пропадает со своего места в зале ожидания, то снова появляется, а в секции сданного багажа то и дело появляется чемодан, совершенно идентичный её собственному. В недоумении Миллисент заходит в туалет, где уборщица, интересуется о её здоровье, ведь она утверждает, что девушка уже недавно заходила в туалет. Разозлившись, Миллисент начинает всё отрицать, но уходя, бросает взгляд в зеркало, в отражении которого видит на своём месте в зале женщину, неотличимую от самой себя.
Далее она встречает доброжелательного молодого человека Пола Гринстеда, которому рассказывает о своём двойнике. Успокаивая её, Пол предполагает, что всё происходящее — лишь чья-то злая шутка или недоразумение, связанное с тем, что какая-то девушка на неё очень похожа. Автобус наконец подъезжает, но готовясь сесть на него, Миллисент видит в окне лицо своего двойника, от чего теряет сознание.
Проснувшись на скамейке станции, Миллисент обнаруживает рядом с собой озабоченных её здоровьем Пола и уборщицу. Миллисент узнает, что несмотря на то, что следующий автобус придёт через 6 часов, Пол решил остаться с ней. С большой уверенностью она рассказывает ему о том, что понимает, что произошло, вспоминая давно услышанный рассказ о параллельном мире, в котором живут двойники каждого человека, населяющего этот мир; чтобы прорваться и обрести силу, двойник должен поменяться местами с идентичным ему человеком, забрав его жизнь. Пол с улыбкой отвечает, что такое объяснение является «несколько метафизичным», но, видя нездоровую настойчивость Миллисент, тайком звонит в полицию.
Вскоре двое полицейских увозят Миллисент. Пол решает вздремнуть в зале ожидания, но после того, как он отвернулся к питьевому фонтанчику, обнаруживает пропажу своего чемодана. Бросив взгляд на выход, он видит убегающего со станции мужчину. Бросившись в погоню, Пол понимает, что бежит за собственной копией, которая зловеще ему улыбается. Двойник исчезает, оставляя Пола во тьме, полным страха и недоумения.

### Заключительное слово
Невразумительное метафизическое объяснение явления, причины выловленные из теней, чтобы объяснить то, что не может быть объяснено. Зовите это параллельными мирами или просто безумием, что бы это ни было, вы найдёте это в Сумеречной зоне.
Оригинальный текст (англ.)Obscure metaphysical explanation to cover a phenomenon, reasons dredged out of the shadows to explain away that which cannot be explained. Call it parallel planes or just insanity. Whatever it is, you find it in the Twilight Zone.
— 

## Команда
| \| Актёр \| Роль \| \| -------------------- \| ----------------- \| \| Вера Майлз \| Миллисент Барнс \| \| Мартин Милнер \| Пол Гринстед \| \| Джозеф Хэмилтон \| дежурный станции \| \| Наоми Стивенс[англ.] \| уборщица \| \| Тереза Лайон \| старушка \| \| Феррис Тейлор[англ.] \| пассажир \| \| Эдвин Ранд \| водитель автобуса \| \| Род Серлинг \| рассказчик \| | - автор сценария — Род Серлинг - режиссёр — Джон Брам - оператор — Джордж Клеменс - монтаж — Билл Мошер - художники-постановщики — Джордж В. Дэвис, Уильям Феррари - ответственные за декорации — Генри Грейс, Бадд С. Френд - руководитель производства — Ральф В. Нельсон - помощник режиссёра — Эдвард Динаулт - звукорежиссёр — Франклин Милтон, Джин Валентино - музыкальная тема сериал — Бернард Херрман - стоковая музыка — Джерри Голдсмит, Бернард Херрман - производство: Cayuga Productions, CBS Television Network |
| Актёр | Роль |
| Вера Майлз | Миллисент Барнс |
| Мартин Милнер | Пол Гринстед |
| Джозеф Хэмилтон | дежурный станции |
| Наоми Стивенс | уборщица |
| Тереза Лайон | старушка |
| Феррис Тейлор | пассажир |
| Эдвин Ранд | водитель автобуса |
| Род Серлинг | рассказчик |

## История создания
В начале ноября 1959 года производство «Сумеречной зоны» было остановлено. На тот момент было снято 26 серий, и телеканал собирался посмотреть, сможет ли шоу привлечь достаточно большую аудиторию, чтобы оправдать его продление до конца сезона. В это же время Род Серлинг проводил большую рекламную кампанию по раскрутке своего шоу: «Я не скрываю, что использую любую возможность, для того чтобы о моём шоу говорили повсюду». Серлинг постоянно употреблял умные обороты речи, и репортёры часто цитировали его в газетах. Серлинг очень внимательно следил за рейтингом шоу, но говорил: «Я им не верю. Я не думаю, что они статистически точны». В газете L.A. Mirror-News писали «Это шоу для мыслящих, а зрители не хотят думать». В течение двух месяцев рейтинги Nielsen показали, что «Сумеречная зона» опережает своих конкурентов. Сериал собирал еженедельно около двадцати миллионов зрителей, и, хотя он никогда не был хитом, его аудитория оказалась лояльной и хорошо работала в качестве «сарафанного радио». «Мы получили почти шесть тысяч писем за восемнадцать дней. Многие подростки написали, что нас удивило, и множество врачей и профессиональных людей, людей, которые обычно никогда не стали бы писать на шоу». «Зеркальное отражение» стало последним эпизодом, снятым перед перерывом в первом сезоне из-за поисков спонсора. 10 февраля 1960 года CBS выпустило пресс-релиз, в котором сообщило о продлении сериала на второй сезон, спонсорами остались General Foods и Kimberly-Clark. А уже 26 февраля в эфир вышел эпизод «Зеркальное отражение».

### Идея эпизода
Боязнь потери человеческой идентичности, «страх перед тем, что в каждом из нас могут находиться сразу две личности» по словам Дугласа Броди, автора книги «Rod Serling and The Twilight Zone: The 50th Anniversary Tribute» развивается в эпизоде «Зеркальное отражение». История, показанная в серии, сосредотачивается на теории о параллельных вселенных — что для каждого действия в нашей вселенной существует неограниченное количество возможных последствий, созданных в альтернативных вселенных, и у каждого человека в нашей реальности есть двойники в других параллельных вселенных. В «Зеркальном отражении» Миллисент понимает, что двойник пытается завладеть её жизнью, но она не может никого убедить, так как окружающие считают, что девушка сходит с ума. История напоминает роман Джека Финнея «Похитители тел» (1955), в котором главный герой врач Майлз Беннелл узнаёт о том, что внеземной организм пытается заменить всех людей на планете на искусственно созданных двойников, но когда он пытается рассказать людям правду, его считают сумасшедшим. Эпизод является «идеальным примером», часто затрагиваемой в сериале темы — «умопомешательства» людей. «„Сумеречная зона“ попыталась расширить наше мышление о масштабах существования, показав нам, что существует нечто большее, чем то, что мы предполагаем» — писал в своей книге «Dimensions behind the Twilight zone» Стюарт Станьярд.
В 1957 году американский физик Хью Эверетт представил многомировую интерпретацию квантовой механики, теорию которая в определённом роде допускает существование «параллельных вселенных», в каждой из которых действуют одни и те же законы природы и которым свойственны одни и те же мировые постоянные, но которые находятся в различных состояниях. В современной научной фантастике концепция «параллельных вселенных» давно устоявшееся явление, но на момент создания «Сумеречной зоны» это была совсем новая теория и эпизод «Зеркальное отражение» является первым отражением данной теории на телеэкране в истории.
В короткометражном фильме для голландского телевидения, рассказывающем о создании «Сумеречной зоны», Род Серлинг утверждал, что идея «Зеркального отражения» возникла у него после встречи в аэропорту. Серлинг заметил на другой стороне терминала человека, который был в такой же одежде и нёс такой же чемодан, что и он сам. Тогда Серлинг подумал, что случится, если этот человек повернётся и окажется его двойником. Однако мужчина оказался моложе и «привлекательнее».
Города, упомянутые в этом эпизоде (Кортленд, Сиракьюс, Талли и Бингемтон), расположены вдоль шоссе № 11 в центральной части штата Нью-Йорк. Использование этих мест является данью уважения Рода Серлинга своему детству. Он родился в Сиракьюсе и жил в Бингемтоне до окончания средней школы. Даже когда он жил в Голливуде на пике своей популярности, у него был дом в Бингемтоне. Фактическое местоположение автовокзала, показанного в эпизоде, не уточняется, но фанаты спрашивали о нём у Серлинга, в ответе на одно из писем с вопросом он писал: «У нас с женой есть летний коттедж на озере Кейюга, и я родом из Бингемтона, так что вся эта местность мне знакома». В первом наброске сценария обстановка описывалась как «типичный зал ожидания небольшого городского автовокзала». В отчете De Forest Research Group от 8 октября 1959 года для Серлинга поясняется, что единственные два места между Бингемтоном и Кортлендом (которые упоминаются в эпизоде) — это Марафон с населением 545 человек и Итака с населением 29 164 человека.

### Кастинг
В августе 1953 года во время кастинга в эпизод под названием «Почва» (англ. The Soil) для пьесы CBS «Театр звезд Шлица», продюсер Уильям Селф столкнулся с проблемой: ему нужна была опытная актриса, но в качестве гонорара он мог предложить всего несколько сотен долларов. Агент предложил Веру Майлз, которая снялась в четырёх фильмах с тех пор, как приехала в Голливуд в 1948 году. У Майлз был контракт с крупной студией, а в то время студии не разрешали своим звёздам сниматься для телевидения, но Селф рискнул предложить ей роль и как оказалось студия недавно расторгла контракт с актрисой и она согласилась. Таким образом крупные студии, не рисковавшие вкладывать деньги в Майлз, открыли ей дорогу на телевидение. Её работа на телевидении в «Театре четырёх звезд» и «Театре Форда» привела к тому, что актрису заметили и позвали на одну из главных ролей в фильм «Искатели» (1956) с Джоном Уэйном. А после того как Альфред Хичкок увидел Майлз в эпизоде сериала «Медик», он позвал её сниматься в свой сериал «Альфред Хичкок представляет», работа актрисы понравилась режиссёру и далее он предложил ей пятилетний контракт и снял в своём следующем фильме «Не тот человек» (1956). За несколько месяцев до начала работы над «Зеркальным отражением» Уильям Селф предложил Серлингу позвать Веру Майлз на главную роль в эпизод. Майлз согласилась и в феврале 1960 года серия с её участием вышла на экраны и примерно в то же время она снялась в похожей роли в фильме «Психо» Альфреда Хичкока, премьера которого состоялась в том же году. В обоих фильмах героиня Майлз является карьеристкой, с которой происходят достаточно пугающие события. Позже Хичкок вспоминал о работе с Майлз: «Работая с Верой, я чувствовал то же, что в работе с Грейс (Келли). У неё есть стиль и ум, и у неё есть способность к сдержанности».
Актриса Тереза Лайон в «Зеркальном отражении» исполнила роль старушки, у которой Миллисент спрашивает, не видела ли она похожую на неё девушку. Для Лайон это была предпоследняя роль в карьере. С 1945 года актриса часто играла эпизодических персонажей в фильмах и сериалах.

### Съёмки
Работа над сценарием эпизода завершилась 30 сентября 1959 года. Съемки шли 29 и 30 октября, а также 2 ноября 1959 года. Полные производственные затраты на эпизод составили 50850 долларов. Джон Брам за режиссуру эпизода получил 1250 долларов. Съёмки всего эпизода проходили в декорациях студии № 25. Вера Майлз получила за съёмки 5000 долларов, а гонорар Мартина Милнера составил 1250 долларов за эпизод.

## Влияние

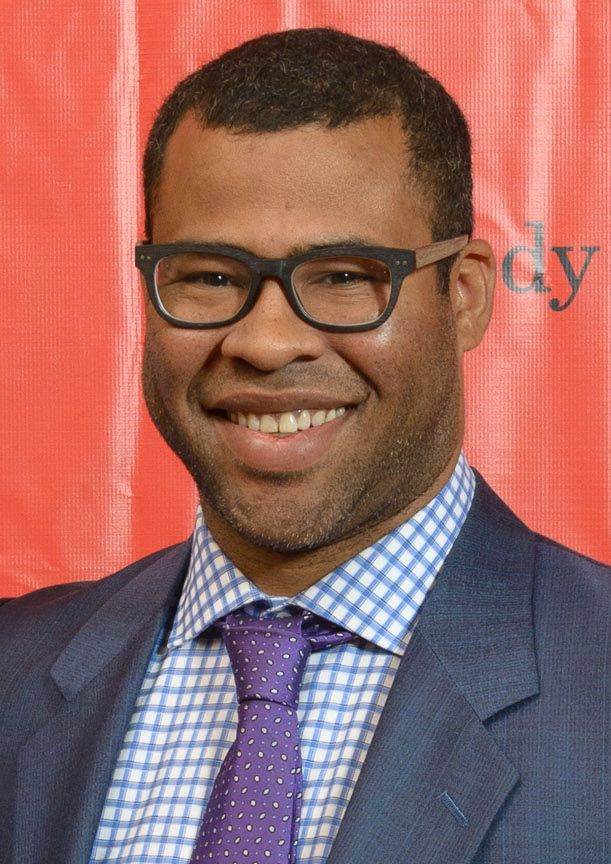
Джордан Пил

Американский комик Джордан Пил в 2017 году снял в несвойственном ему жанре ужасов свой первый фильм «Прочь». Дебютная работа Пила получила признание со стороны критиков, фильм удостоился особой похвалы за сценарий и режиссуру и был избран Национальным советом кинокритиков, Американским институтом киноискусства и журналом «Time» как один из 10 лучших фильмов года. Следующим фильмом Пила, вышедшим через два года после дебютного, стала картина «Мы» (2019). Фильм также имел хороший приём у критиков. Сюжет фильма рассказывает о семье, которая в один момент сталкивается со своими враждебно настроенными двойниками. По словам кинокритика Антона Долина, фильм «Мы» имеет ряд параллелей, отсылающих работу Пила к таким произведениям, как «Вильям Вильсон» Эдгара Аллана По, «Монах» Мэтью Грегори Льюиса, «Эликсиры сатаны» Эрнста Гофмана, «Двойник» Фёдора Достоевского и «Пражский студент» Пауля Вегенера, а также в фильме встречаются прямые отсылки к другим произведениям культуры: «Мальчик ненавязчиво покажется перед камерой в маске Кинг Конга и футболке с „Челюстями“, доппельгангеры обзаведутся кожаными перчатками на одну руку, как у Фредди в „Кошмаре на улице Вязов“, близняшки в семье Тайлер — друзей Уилсонов — напомнят о „Сиянии“, а сама коллизия с каникулами, загородным домом и вторжением чужаков позаимствована из „Забавных игр“ Ханеке». Многочисленные отсылки отмечают и другие критики, но Аиша Харрис из The New York Times отмечает наибольшее сходство с эпизодом «Сумеречной зоны» «Зеркальное отражение», что подтвердил и сам режиссёр, назвав «Зеркальное отражение» главным источником вдохновения. Джордан Пил с детства являлся поклонником «Сумеречной зоны» и очень уважительно относился к Роду Серлингу отмечая то, как последний наполнил шоу «социальным сознанием и использовал его жанровые тропы для решения проблем и тревог Америки времён холодной войны».
Эпизод «Зеркальное отражение» часто называют одним из самых пугающих эпизодов в сериале, одним из лучших в первом сезоне шоу, а также он считается одним из самых известных эпизодов.
Эпизод был адаптирован Уолтером Б. Гибсоном в короткий рассказ «The Mirror Image» для сборника под названием «Сумеречная зона Рода Серлинга» (англ. Rod Serling’s Twilight Zone Revisited) (Grosset & Dunlap, 1964).
Эпизод был адаптирован Деннисом Этчисоном для радиопостановки «Радиодрама Сумеречная зона» (англ. Twilight Zone Radio Drama) с Морган Бриттани и Фрэнком Джоном Хьюзом в главных ролях.